# Mistrzostwa Europy w biegu na 100 km 2004
13. Mistrzostwa Europy w biegu na 100 km – zawody lekkoatletyczne, które odbyły się 30 maja 2004 we Florencji (Włochy).

## Medaliści
|                         | 1. miejsce       | Rezultat | 2. miejsce      | Rezultat | 3. miejsce                  | Rezultat |
| Mężczyźni indywidualnie | Mario Ardemagni  | 6:31:44  | Fermin Martinez | 6:48:07  | Simon Pride                 | 6:48:47  |
| Kobiety indywidualnie   | Monica Casiraghi | 8:03:03  | Karine Herry    | 8:19:08  | Magali Reymonenq-Maggiolini | 8:26:52  |